# Khawal

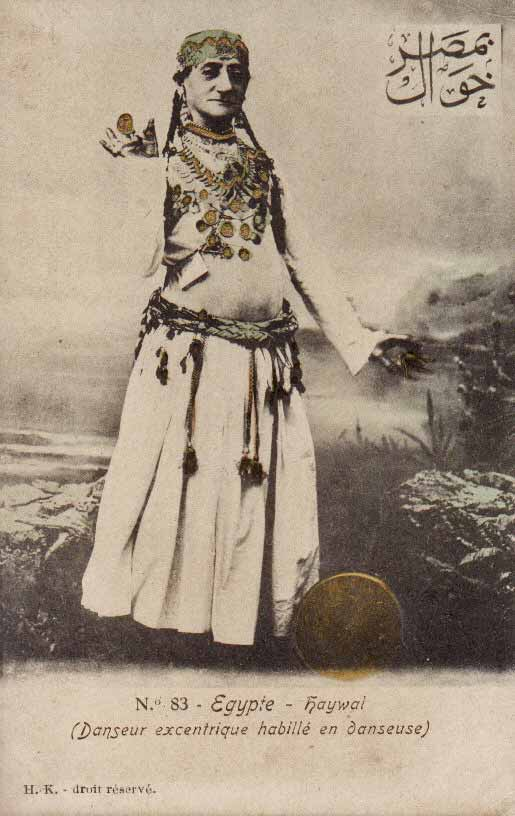
Postkarte mit Darstellung eines Khawal (vor 1907)

Der Begriff Khawal (arabisch خوال, DMG ḫawāl) bezeichnete in Ägypten männliche Tänzer, die in Frauenkleidung auftraten. Diese Form der Darbietung war insbesondere im 18. und 19. Jahrhundert verbreitet. Die Khawal kamen zu verschiedenen gesellschaftlichen Anlässen und ahmten dabei die Tänze der weiblichen Ghawazi nach. In der heutigen ägyptischen Umgangssprache hat der Begriff eine abwertende Bedeutung und wird als Beleidigung gegenüber queeren Menschen verwendet.

## Geschichte

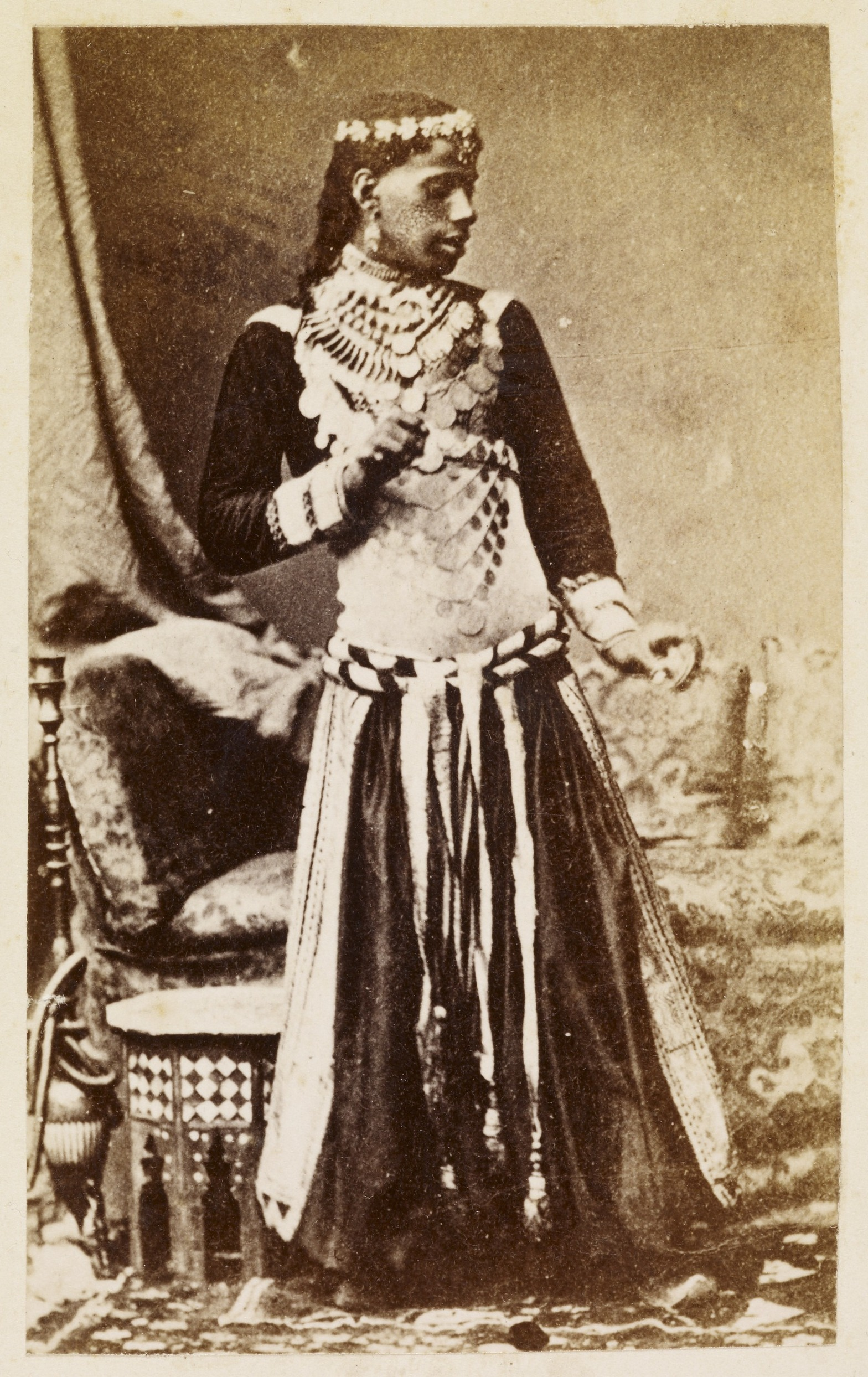
Ein Khawal in weiblichem Tanzkostüm, um 1870

Khawal waren im 18. und 19. Jahrhundert verbreitet. Die meisten Informationen zu ihnen stimmen aus orientalistischen Berichten von europäischen Reisenden.
Im 19. Jahrhundert wurden Frauen in Ägypten zunehmend daran gehindert, öffentlich zu tanzen. Reformen unter Muhammad Ali Pasha zielten darauf ab, Ägypten nach westlichem Vorbild zu modernisieren. Als Reaktion darauf übernahmen Männer, die sich in Frauenkleidung kleideten, die Rolle der Ghawazi-Tänzerinnen. Besonders in Kairo waren Khawal-Tänzer sehr populär.
Khawal imitierten die Ghawazi, indem sie ähnliche Kostüme trugen, sich auf Händen und Beinen mit Kohl und Henna schminkten und weibliche Verhaltensweisen annahmen. Sie traten bei Hochzeiten, Beschneidungsfeiern und anderen Festlichkeiten auf.
Die Khawal unterschieden sich von weiblichen Tänzerinnen durch eine Mischung aus männlicher und weiblicher Kleidung. Sie trugen beispielsweise männliche Kopfbedeckungen kombiniert mit weiblichen Kleidungsstücken. Die Darbietungen hatten auch eine sexuelle Komponente. Einige männliche Zuschauer empfanden ihre geschlechtliche Uneindeutigkeit als erotisch anziehend.
Sie wurden, gemäß Lane, auch unterschieden von den Gink, ebenfalls männliche Tänzer, aber nicht-ägyptischen ethnischen Ursprungs, also z. B. griechische, armenische, jüdische oder türkische Tänzer.
Europäische Reisende wie Edward Lane beschrieben Khawal-Tänzer oft mit Abscheu und Unverständnis, da sie nicht in das binäre westliche Geschlechterverständnis passten. Ihre femininen Darstellungen wurden als unmoralisch angesehen.

## Bedeutungswandel
Während der Begriff "Khawal" ursprünglich eine spezifische kulturelle Rolle bezeichnete, hat er im modernen ägyptischen Arabisch eine pejorative Konnotation angenommen. Heute wird er als Schimpfwort verwendet, insbesondere um einen passiven homosexuellen Mann zu bezeichnen. Diese Bedeutungsverschiebung spiegelt gesellschaftliche Einstellungen gegenüber Geschlechtsidentität und sexueller Orientierung wider.